# Biyom jezik
Biyom jezik (ISO 639-3: bpm; sasime), transnovogvinejski jezik nekad klasificiran sada nepriznatoj brahmanskoj skupini koja je obuhvaćala i jezike faita [faj], isabi [isa] i tauya [tya]. 
Danas zajedno s jezikom tauya čini podskupinu biyom-tauya, šira skupina rai coast. Njime govori oko 380 ljudi (Wurm and Hattori 1981) u provinciji Madang, Papua Nova Gvineja.

## Vanjske poveznice
- Ethnologue (14th)
- Ethnologue (15th)